# Harmonie-Polka
Harmonie-Polka, op. 106, är en polka av Johann Strauss den yngre. Den framfördes första gången den 4 februari 1852 i Wien.

## Historia
År 1852 lydde staden Wien fortfarande under krigslagar sedan revolutionen 1848. Men soldaterna dominerade inte längre stadsbilden och borgerskapet var ivriga att återställa de traditionella karnevalsfesterna så snart som möjligt. Den relativt lilla protestantiska församlingen i Wien organiserade för första gången en egen danstillställning i den jämförelsevis stora Sofiensaal. Den 26-årige Johann Strauss den yngre spelade vid alla prestigefyllda evenemang under karnevalen och ombads även att medverka vid den protestantiska församlingens bal den 4 februari 1852. Den polka han hade skrivit speciellt för tillfället uppfördes dock med titeln Concordia men Strauss förläggare Carl Haslinger ändrade namnet till Harmonie-Polka vid utgivningen. 

## Om polkan
Speltiden är ca 2 minuter och 53 sekunder plus minus några sekunder beroende på dirigentens musikaliska tolkning.

## Weblänkar
- Dynastin Strauss 1852 med kommentarer om Harmonie-Polka.
- Harmonie-Polka i Naxos-utgåvan.